# Mike Batayeh
Michael Anthony Batayeh, més conegut com a Mike Batayeh   (Detroit, 27 de desembre de 1970 - Ypsilanti, 1 de juny de 2023), va ser un actor i humorista estatunidenc, conegut per interpretar Dennis Markowski a la sèrie Breaking Bad.
Va assistir a la Universitat Estatal Wayne un temps abans d'abandonar els estudis per a mudar-se a Los Angeles a materialitzar la vocació que tenia per la interpretació. A banda del dit paper a Breaking Bad, que va suposar la gravació de tres episodis entre el 2011 i el 2012, va aparèixer en produccions televisives com ara CSI: Miami, The Bernie Mac Show i It's Always Sunny in Philadelphia. Pel que fa al cinema, va formar part de l'elenc d'American Dreamz, Don’t Mess with the Zohan i Detroit Unleaded. També va participar en curtmetratges.
Destacava per la seva força còmica, per la qual va dedicar-se en paral·lel a l'art de la comèdia. En aquest sentit, va ser pioner a països del Pròxim Orient com ara Egipte, el Líban o Jordània; però també va obtenir renom per actuacions a locals prestigiosos de Nova York i Los Angeles.
Nascut en una família de jordans estatunidencs, el seu pare treballava per a Ford Motor Company i ell vivia entre Califòrnia i Michigan.
El 1r de juny del 2023, a l'edat de 52 anys, va morir a Michigan mentre dormia a casa seva, a Ypsilanti. El va trobar en aquest estat el cos policial de Pittsfield Charter Township. Al principi hom va creure que havia estat una mort provocada per una aturada cardíaca, cosa que va afirmar la seva germana Ida Vergalla. Amb tot, un report mèdic posterior va indicar que havia faltat per asfíxia, així que es va especular que en realitat s'havia suïcidat penjant-se. Se'n va celebrar el funeral el divendres 16 de juny del 2023 a la ciutat de Plymouth, a l'estat de Michigan.